# دينجير

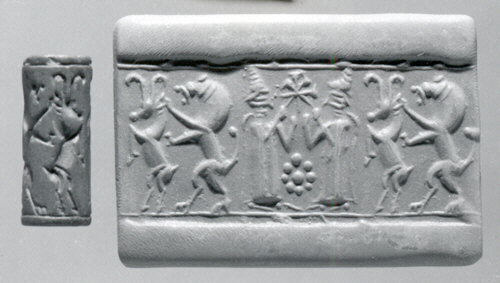
علامة الدينجير يعبدها شخصان على ختم أسطواني من ميتاني ، القرن السادس عشر إلى الرابع عشر ق.م

دينجير ⟨ 𒀭 ⟩، عادة ما يتم ترجمتها إلى DIĜIR،  هي كلمة سومرية تعني "إله" أو "إلهة". تُستخدم علامتها المسمارية عادةً كعلامة تحديدية للأسماء الدينية والمفاهيم ذات الصلة، وفي هذه الحالة لا تُنطق وتُكتب تقليديًا على هيئة حرف علوي (د)، على سبيل المثال دإنانا .
كانت العلامة المسمارية السومرية في حد ذاتها في الأصل رمزًا إيديوغراميًا للكلمة السومرية آن (السماء)؛  ثم امتد استخدامها إلى رمز إيديوغرامي لكلمة ديغير diĝir ('إله' أو 'إلهة')  والإله الأعلى للبانثيون السومري آنو ، ورمزًا صوتيًا للمقطع آن. وقد تبنتالكتابة المسمارية الأكدية كل هذه الاستخدامات وأضافت إليها قراءة لوغوغرافية للكلمة الأصلية "إيلوم " ومن ثم قراءة مقطعية لـ يل . وفي الكتابة الحثية ، كانت القيمة المقطعية للعلامة مرة أخرى مجرد "آن".

## علامة مسمارية

### السومرية
نشأت العلامة السومرية دينجير ⟨ 𒀭 ⟩ كرمز نجمي يشير إلى معنى إله بشكل عام، أو الإله السومري آنو ، الأب الأعلى لكل للآلهة. كما تعني دينجير "السماء" أيضًا ، في مقابل كي التي تعني "الأرض".
يمكن أن يكون جمع كلمة دييجير على النحو دييجيردينجير .
وفقًا لحالة واحدة، يمكن أن تشير دينجير أيضًا إلى كاهن أو كاهنة على الرغم من وجود كلمتين أكديتين هما أنو ēnu وإنتو ēntu واللتان تُرجمتا أيضًا إلى كاهن وكاهنة. على سبيل المثال، نين-دنجر (السيدة الإلهية) تعني كاهنة في معبد إنكي في مدينة إريدو. 

### الترميز
وضع رمز العلامة المسمارية في Unicode 5.0 تحت اسمها AN الرمز U+1202D 𒀭 .

## هوامش
1. 1 2  وصلة مرجع: https://html.spec.whatwg.org/multipage/syntax.html#character-references.
2. ↑  وصلة مرجع: https://www.unicode.org/Public/UCD/latest/ucd/NamesList.txt.
3. ↑  By Assyriological convention, capitals identify a cuneiform sign used as a word, while the phonemic value of a sign in a given context is given in lower case.
4. ↑  Hayes, 2000
5. ↑  Edzard, 2003
6. ↑  Margaret Whitney Green, Eridu in Sumerian Literature, PhD dissertation, University of Chicago (1975), p. 224.